# Joël Dicker
Joël Dicker (n. 16 iunie 1985, Geneva, Geneva, Elveția) este un scriitor elvețian francofon. A devenit cunoscut în 2012 cu romanul La Vérité sur l'Affaire Harry Quebert (Adevărul despre cazul Harry Quebert), pentru care a primit mai multe premii literare.

## Viața și cariera

### Originea
Străbunicul lui Joël Dicker dinspre tată a fost Jacques Dicker⁠(d), evreu, care, fiind în pericol din cauza activității sale revoluționare în Imperiul Rus, a emigrat în Elveția, unde a devenit om politic, într-o anumită perioadă președintele Partidului Socialist. Stră-străbunicul lui dinspre mamă a fost un burghez evreu înnobilat în Rusia. Bunicii lui Joël Dicker din partea mamei s-au refugiat în 1917 în Franța din cauza revoluției bolșevice, iar în 1942 în Elveția, Franța fiind ocupată de germani.
Tatăl scriitorului a fost profesor de limba franceză, iar mama librar.

### Studiile
Dicker a avut o copilărie fericită în cartierul cu aspect de sat Troinex din Geneva. La vârsta de zece ani a fondat împreună cu un prieten o revistă scrisă de copii, La Gazette des Animaux (Gazeta animalelor), pe care a condus-o timp de șapte ani. Pentru aceasta a primit Premiul Cunéo pentru protejarea naturii și a fost desemnat cel mai tânăr redactor șef din Elveția de către ziarul Tribune de Genève⁠(d).
A urmat studiile echivalente cu cele liceale la Collège et école de culture générale Madame de Staël din Geneva, apoi a urmat la Paris, timp de un an, Cours Florent⁠(d), o școală particulară de teatru. A continuat cu studii la Universitatea din Geneva, de unde a ieșit în 2010 cu o diplomă de masterat în drept.
După universitate, până a putut să se consacre scrisului, a lucrat ca asistent pe lângă un deputat în Adunarea Federală a Elveției.

### Cariera de scriitor
În copilărie, Dicker a avut mai multe fantezii despre ce vrea să devină: muzician, fotbalist etc. Pasiunea pentru lectură a început s-o aibă abia în adolescență, și atunci s-a gândit să devină scriitor.
Prima sa încercare literară a fost nuvela Le Tigre (Tigrul). Manuscrisul acesteia a câștigat Premiul internațional al tinerilor scriitori, iar nuvela a fost publicată în 2005, într-un volum colectiv, de către L'Hèbe, o mică editură elvețiană. Au urmat patru romane refuzate de edituri.
În 2010, manuscrisul unui nou roman, Les derniers jours de nos pères (Ultimele zile ale taților noștri), a câștigat Premiul scriitorilor din Geneva, și a apărut în urma colaborării editurii elvețiene L’Âge d'Homme cu Éditions de Fallois din Paris. Acesta nu a avut succes atunci.
Următorul roman al scriitorului, La Vérité sur l'affaire Harry Quibert (Adevărul despre cazul Harry Quibert), din 2012, a avut un succes răsunător. A fost distins cu Marele premiu pentru roman al Academiei Franceze, unul din cele mai prestigioase, și cu alte premii, fiind vândut în peste un milion de exemplare. A devenit un bestseller mondial, mai ales după ce a fost tradus în engleză și publicat în 2014.
După moartea editorului său Bernard de Fallois⁠(d), Dicker a părăsit editura acestuia, care a și dat faliment după aceea, și, în 2021 și-a înființat propria editură, Rosie & Wolfe. S-a lansat și în alt domeniu, devenind împreună cu un prieten patronul unei ciocolaterii celebre din Geneva, înființată în 1875.

### Viața particulară
Joël Dicker este căsătorit cu o psihologă canadiană de origine greacă și are un copil.
Din copilărie a fost pasionat de muzică. În 2016 a înființat, împreună cu un fost profesor al său de la universitate, formația de latino rock Latinwood, în care este baterist.
Pentru a se menține în formă fizică bună, Dicker practică și câteva sporturi.

## Opera
Joël Dicker este autorul unei nuvele publicate în 2005, Le Tigre, și al mai multor romane.
Les derniers jours de nos pères (2010) (Ultimele zile ale taților noștri) are intriga situată în Franța, în mediul rezistenței împotriva ocupației germane din timpul celui de-al Doilea Război mondial.
Următoarele romane ale scriitorului au caracter de thriller polițist:
- 2012 – La Vérité sur l'affaire Harry Quebert (Adevărul despre cazul Harry Quebert);
- 2016 – Le Livre des Baltimore (Cartea clanului din Baltimore);
- 2018 – La Disparition de Stephanie Mailer (Dispariția lui Stephanie Mailer);
- 2020 – L'Énigme de la chambre 622 (Enigma camerei 622);
- 2022 – L’Affaire Alaska Sanders (Cazul Alaska Sanders);
- 2024 – Un animal sauvage (Un animal sălbatic).

Trei dintre aceste romane, Adevărul despre cazul Harry Quebert, Cartea clanului din Baltimore și Cazul Alaska Sanders constituie o serie. Au în comun personajul principal, Marcus Goldman, un tânăr scriitor, toate personajele și locurile de desfășurare a acțiunii fiind americane.
Dispariția lui Stephanie Mailer nu face parte din această serie, dar intriga sa este situată tot în SUA.
Acțiunea celorlalte două romane, Enigma camerei 622 și Un animal sauvage are loc în Elveția.
În 2018 a fost realizat serialul de televiziune de zece episoade La Vérité sur l'Affaire Harry Quebert, în regia lui Jean-Jacques Annaud.

### Traduceri
Un număr diferit de romane ale lui Dicker au fost traduse în total în circa 40 de limbi. În română au apărut, la Editura Trei, în colecția Fiction Connection:
- Adevărul despre cazul Harry Quebert, traducere de Ana Antonescu, 2013, ISBN ISBN 978-973-707-753-0;
- Cartea clanului din Baltimore, traducere de Doru Mareș și Gabriela Rigler, 2016, ISBN 978-606-719-760-0;
- Dispariția lui Stephanie Mailer, traducere de Doru Mareș, 2018, ISBN 978-606-400-571-7;
- Enigma camerei 622, traducere de Doru Mareș, 2021, ISBN 978-606-40-0986-9;
- Cazul Alaska Sanders, traducere de Alunița Voiculescu, 2022, ISBN 978-606-40-1561-7.

## Distincții
- 2010 – Premiul scriitorilor din Geneva pentru Les Derniers Jours de nos Pères[27];
- 2012 – Premiul literar al armatei terestre Erwan Bergot⁠(d) pentru Les Derniers jours de nos pères;
- 2012 – premii pentru La Vérité sur l’affaire Harry Quebert:
  - Marele premiu pentru roman al Academiei Franceze;
  - Premiul Goncourt al liceenilor⁠(d);
  - Premiul pentru vocație Bleustein-Blanchet;
- 2019 – La Vérité sur l'affaire Harry Quebert pe locul 34 printre cele 101 de romane preferate de cititorii ziarului Le Monde.

## Legătură externă
- Site-ul oficial al lui Joël Dicker